# Pinarello (marque)
Pour les articles homonymes, voir Pinarello.
Cicli Pinarello S.p.A. est une entreprise italienne de production de cadre de bicyclette de route.

## Historique
Cicli Pinarello a été fondée à Catena di Villorba, dans la province de Trévise, en Vénétie, à la fin des années 1940 par Giovanni Pinarello.
Au fil des ans ont couru sur un vélo Pinarello des champions comme Franco Chioccioli, Mario Cipollini, Bjarne Riis, Jan Ullrich mais surtout Miguel Indurain, vainqueur de cinq Tours de France consécutifs.
Alessandro Petacchi, Mark Cavendish, Alejandro Valverde, Christopher Froome, Geraint Thomas ou encore Bradley Wiggins ont récemment utilisé un vélo Pinarello.
Actuellement, l'équipe britannique Ineos Grenardier et ses leaders Egan Bernal, Geraint Thomas utilisent des vélos Pinarello.
Le 14 octobre 2012, Cicli Pinarello a remporté le championnat mondial des constructeurs-GP Art Serf.
En 2016, le fonds d'investissement L Catterton (propriété du groupe LVMH et de la holding familiale de Bernard Arnault) acquiert la majorité des parts de Pinarello,,.
En 2023, la marque est rachetée par Ivan Glasenberg , déjà impliqué dans le cyclisme via l'entreprise de vêtement de sport Q36.5.

## Produits

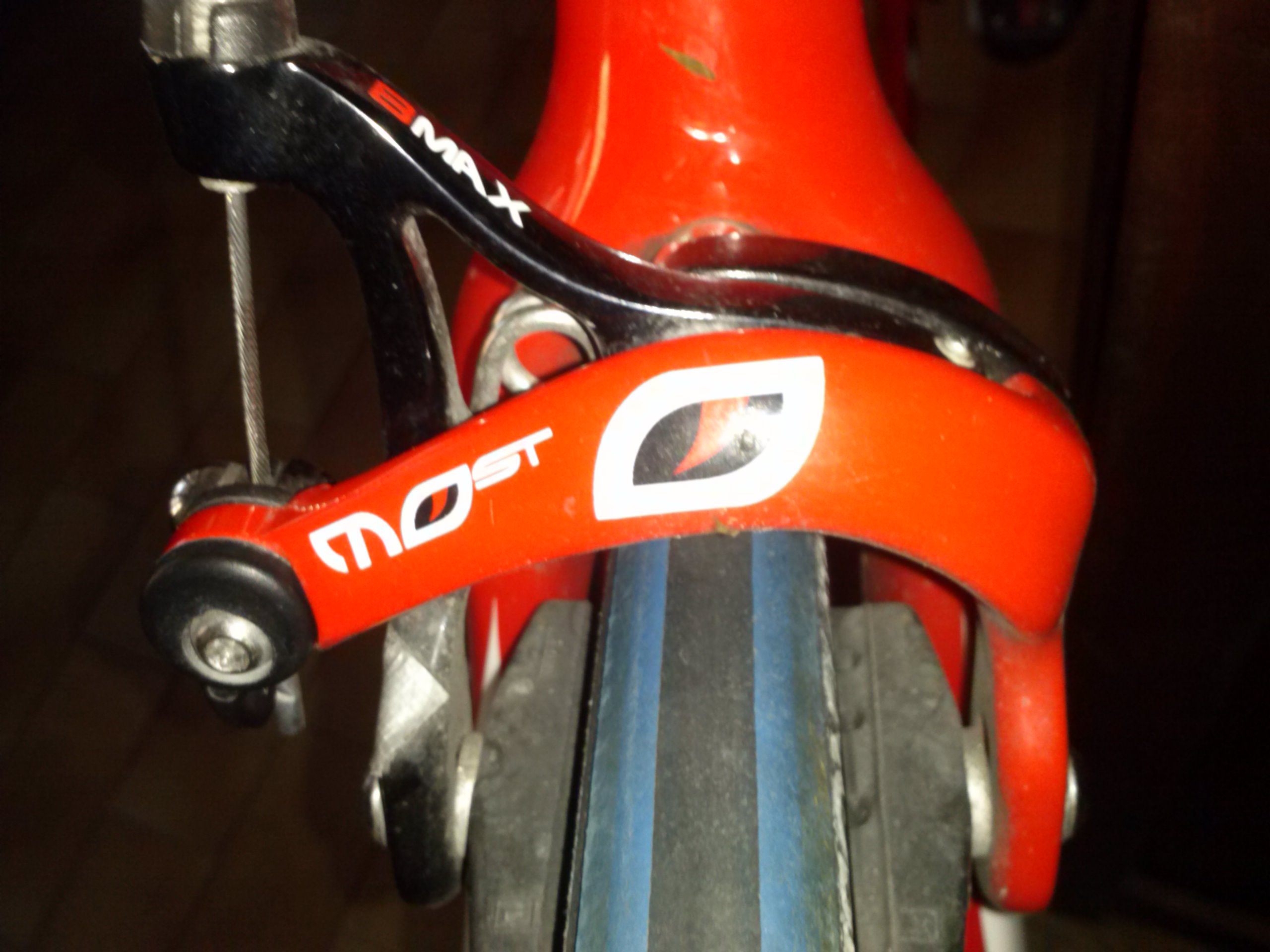
Freins Mostbike

Le principal modèle de la marque est le Dogma.
Les cadres Pinarello présentent la caractéristique d’être asymétriques.
Il produit aussi des vélos sous la marque Operabike et des équipements pour les vélos avec la marque Mostbike.

### Modèles 2013

#### Route

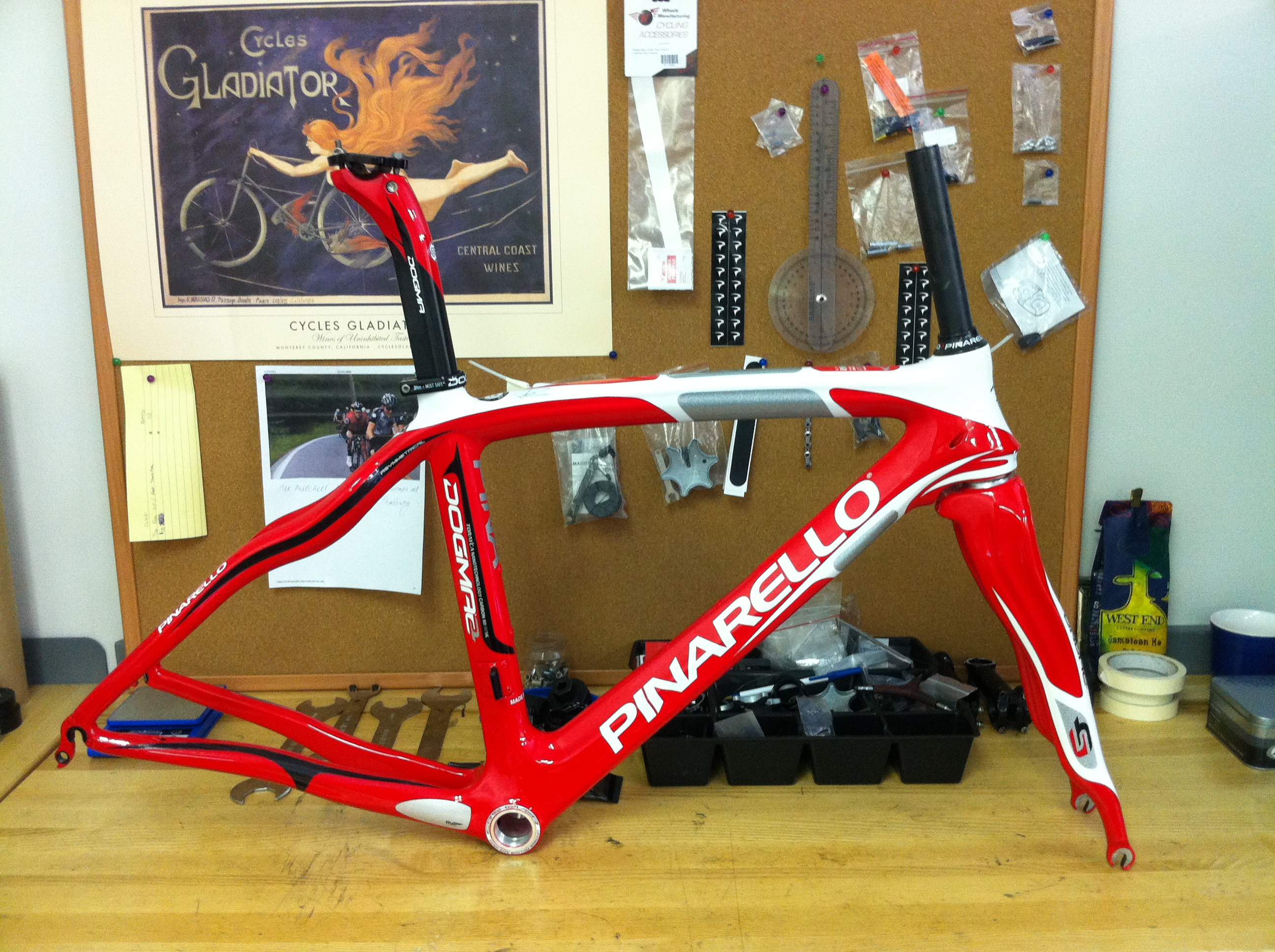
Cadre Dogma 2 Carbon

Dogma F10
Dogma F8
- Dogma 65.1 Think2[10]
- Dogma2 Carbon
- DogmaK Carbon
- Paris Carbon
- Rokh Carbon
- FPQUATTRO Carbon
- FPDUE Carbon
- FPTEAM Carbon
- FPUNO Carbon
- FPUNO Aluminium
- Gan et Gan S

#### Chrono
- GRAAL Carbon[11]

#### Triathlon
- FT3 Carbon
- FT1 Carbon

#### Piste
- XTRACK Carbon
- PISTA Aluminium
- MAAT Carbon

#### Cross
- FCX CROSS Carbon

#### VTT
- Dogma XC Carbon
- Mantha Aluminium

#### Urban
- ONLY THE BRAVE
- CATENA Acciaio
- LUNGAVITA Aluminium
- TREVISO Aluminium
- VENETO Vintage

#### Kids
- FPZERO Aluminium

## Sponsoring
- 1984 Reynolds
- 1985 Reynolds
- 1986 Reynolds
- 1987 Reynolds
- 1988 Reynolds, Del Tongo
- 1989 Reynolds, Del Tongo
- 1990 Banesto, Del Tongo
- 1991 Del Tongo
- 1992 Banesto, Mercatone Uno
- 1993 Banesto, Mercatone Uno
- 1994 Banesto, Mercatone Uno
- 1995 Banesto, Mercatone Uno

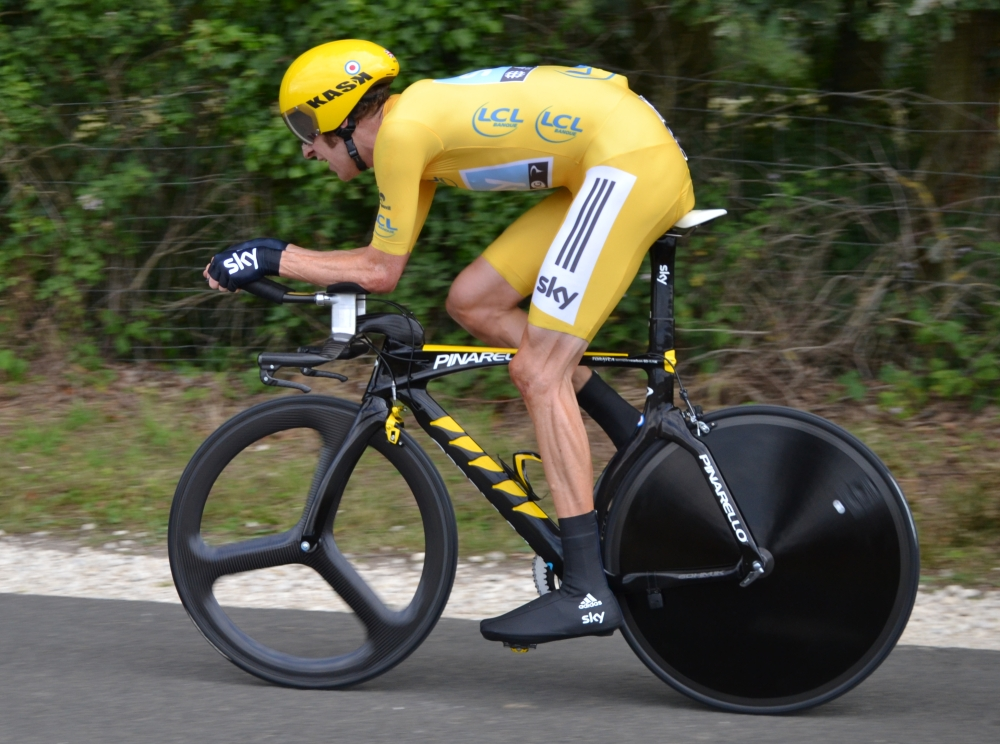
Bradley Wiggins de l'équipe Sky (Ineos) sur un vélo de l'entreprise (Graal Carbon)

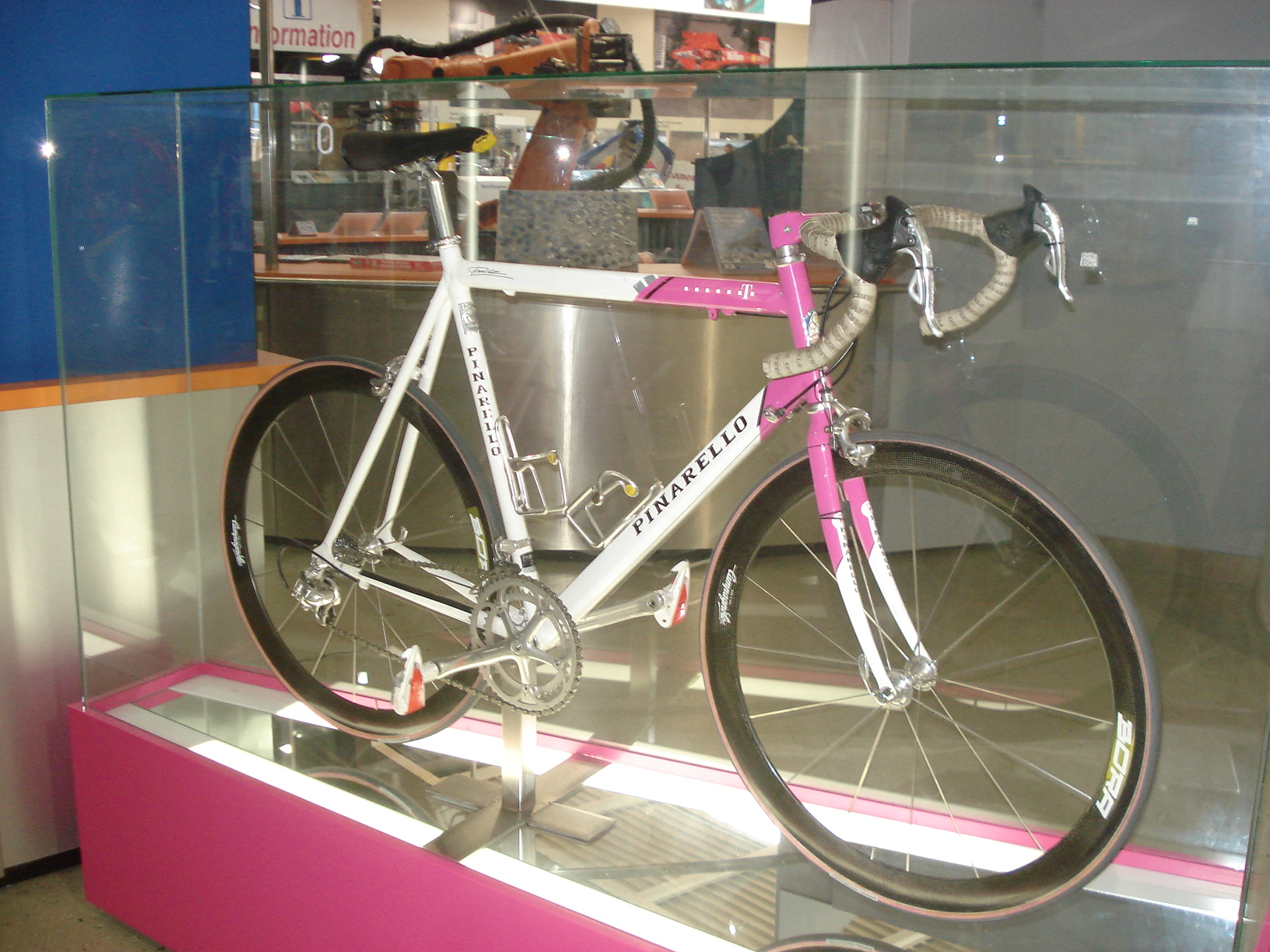
Le vélo de Jan Ullrich du Team Deutsche Telekom en 1997 (Pinarello Prince)

- 1996 Banesto, Team Deutsche Telekom
- 1997 Banesto, Team Deutsche Telekom
- 1998 Banesto, Team Deutsche Telekom
- 1999 Banesto, Team Deutsche Telekom
- 2000 Banesto, Team Deutsche Telekom, Fassa Bortolo
- 2001 iBanesto.com, Team Deutsche Telekom, Fassa Bortolo
- 2002 iBanesto.com, Team Telekom, Fassa Bortolo
- 2003 iBanesto.com, Team Telekom, Fassa Bortolo
- 2004 Illes Balears-Banesto, Fassa Bortolo
- 2005 Illes Balears-Caisse d'Epargne, Fassa Bortolo
- 2006 Caisse d'Epargne-Illes Balears
- 2007 Caisse d'Epargne
- 2008 Caisse d'Epargne
- 2009 Caisse d'Epargne
- 2010 Caisse d'Epargne, Sky
- 2011 Movistar, Sky
- 2012 Movistar, Sky
- 2013 Movistar, Sky[12]
- 2014 Sky
- 2015 Sky
- 2016 Sky
- 2017 Sky
- 2018 Sky
- 2019 Sky , Team Ineos
- 2020 Team Ineos
- 2021 Ineos Grenadiers

## Tours de Francegagnés
- 1988 Pedro Delgado
- 1991 - 1995 Miguel Indurain
- 1996 Bjarne Riis
- 1997 Jan Ullrich
- 2006 Óscar Pereiro
- 2012 Bradley Wiggins
- 2013 Chris Froome
- 2015 Chris Froome
- 2016 Chris Froome
- 2017 Chris Froome
- 2018 Geraint Thomas
- 2019 Egan Bernal